# 截尾櫛齒刺尾魚
截尾櫛齒刺尾魚，為輻鰭魚綱鱸形目刺尾魚亞目刺尾魚科的其中一個種，於2001年由美國魚類學家John Ernest Randall和紐西蘭生物學家Kendall Clements首次正式描述，其模式產地為塞席爾群島的拉迪格島，分布於印度洋熱帶海域，棲息深度1-21公尺，本魚體呈橢圓形且側扁，嘴唇的邊緣光滑或有小疣狀腫塊，尾鰭截形或為凹，身體整體顏色橙棕色，頭部、身體和背鰭基部有大量淡藍色至黃色斑點，眼睛周圍有一個黃色的環，尾鰭、背鰭、臀鰭和腹鰭呈黃色，幼魚完全呈現亮黃色，背鰭硬棘8枚、背鰭軟條25-27枚、臀鰭硬棘 3枚、臀鰭軟條23-25枚，體長可達16公分，棲息在珊瑚礁區，單小群獨活動。

## 擴展閱讀
維基物種上的相關：截尾櫛齒刺尾魚